# Gołęczyna
Gołęczyna is een plaats in het Poolse district  Dębicki, woiwodschap Subkarpaten. De plaats maakt deel uit van de gemeente Pilzno en telt 400 inwoners.